# Machaerium verrucosum
Machaerium verrucosum är en ärtväxtart som beskrevs av Julius Rudolph Theodor Vogel. Machaerium verrucosum ingår i släktet Machaerium och familjen ärtväxter. Inga underarter finns listade i Catalogue of Life.